# 特雷爾冰川
特雷爾冰川（英語：Trail Glacier）是南極洲的冰川，位於孟席斯山南面，長9公里、寬6公里，該冰川根據澳大利亞探險隊的空中照片被繪入地圖，以探險隊的地質家命名。
73°34′S 61°35′E / 73.567°S 61.583°E